# Valériane Ayayi

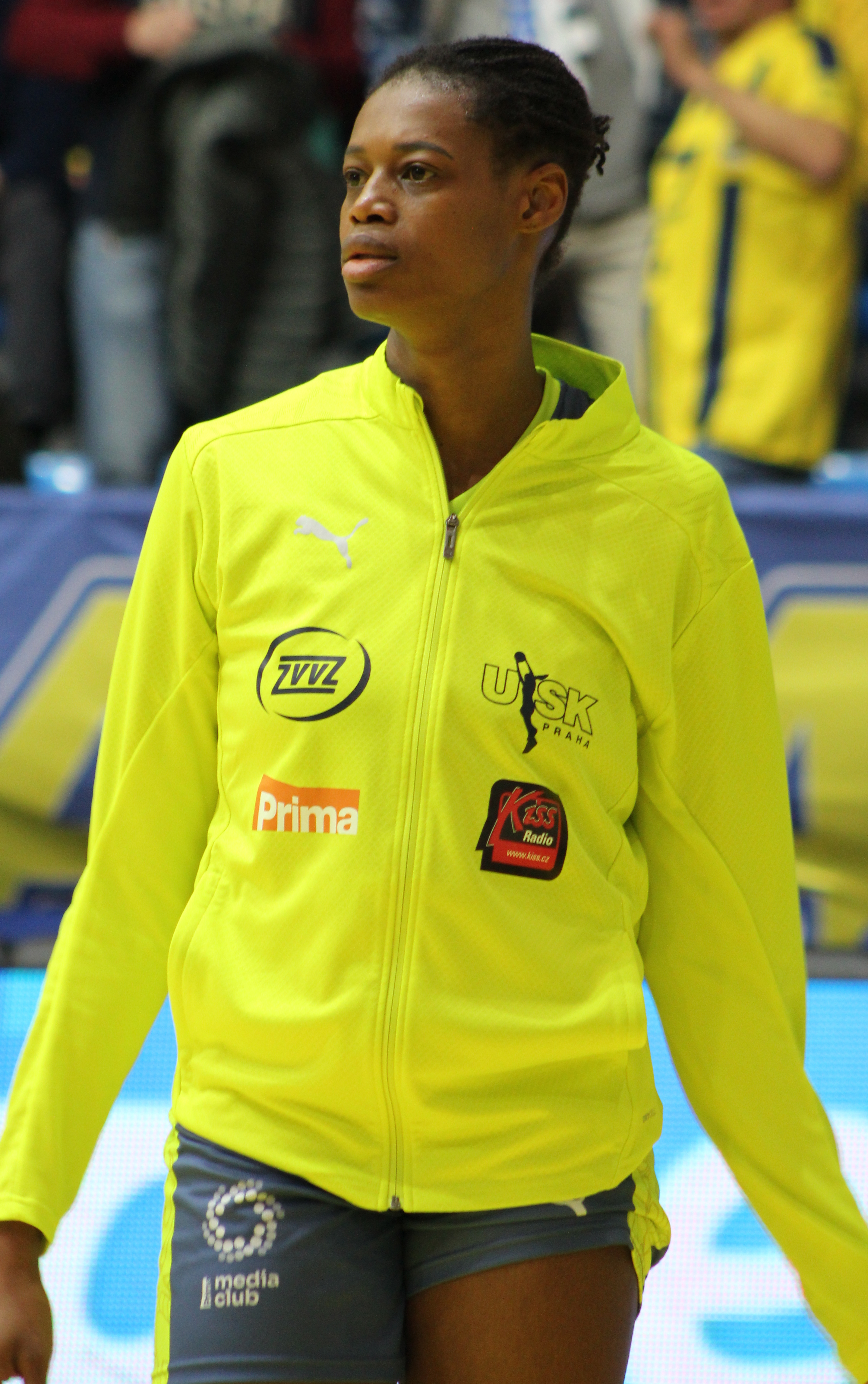
Valériane Ayayi 2024

Valériane Ayayi est une joueuse française de basket-ball, née le 29 avril 1994 à Bordeaux (Gironde). Elle joue principalement au poste d’ailière.
Avec l'équipe de France, elle obtient la médaille d'argent lors des Championnats d'Europe 2013, 2017, 2019, 2021 et deux médailles olympiques, en bronze à Tokyo 2020 (ayant eu lieu en 2021) et en argent à Paris 2024.

## Biographie
Aînée de trois frères et sœur (dont Joël, meneur de jeu qui rejoint en 2017 l'équipe NCAA des Bulldogs de Gonzaga et Gérald, joueur au Cholet Basket), Valériane Ayayi grandit dans l'agglomération bordelaise à Sainte-Eulalie et quitte le cocon familial à l'âge de 13 ans pour se diriger vers le Pôle Espoirs de Mont-de-Marsan.
Issue par la suite de l'Insep, Ayayi rejoint le club de Basket Landes en 2012 avec l'une de ses coéquipières Olivia Époupa. Elle figure dans la présélection de l'équipe de France pour l'Euro 2013 et y participera même, avec des débuts très prometteurs pour la suite. Avec les Bleues, elle est soutenue par la vétéran Edwige Lawson-Wade : « C’est la fille que j’admire le plus et elle a été la première à venir vers moi. Pour moi, c’est impressionnant. Mais en même temps, je me suis dit que c’était des filles normales et que je faisais maintenant partie du groupe. »
À l'été 2013, après l'argent avec les seniores, elle remporte la médaille d'argent du Championnat du monde avec l'Équipe de France U 19.
Lors de la saison 2013-2014, elle est sacrée meilleure joueuse espoir du championnat. Son club se classe à une inédite seconde place de la saison régulière et ses performances (12,9 points à 54 % d'adresse et 4,7 rebonds par rencontre) lui valent d'être très courtisée, malgré une le contre-coup de son été international qui se fait ressentir en novembre-décembre. Elle juge « avoir [eu] un impact sur les autres équipes dans le drive. Il faut que j’améliore le sens tactique et un peu d’alternance avec le shoot extérieur aussi. » Bien qu'ayant encore une année en option à Basket Landes, elle s'engage pour deux saisons avec Montpellier en espérant découvrir l'Euroligue.
Présélectionnée en Équipe de France, elle ne figure pas dans la sélection finale devant disputer le championnat du monde 2014, peut-être gênée au genou. Son nouvel entraîneur en club Valéry Demory lui voit le potentiel pour être la meilleure ailière française sous deux ans, la comparant avec la titulaire à son poste chez les Bleues, Diandra Tchatchouang : « Elle a plus de basket, de meilleures mains. Elle est grande, elle a de grosses, grosses qualités de pénétration pour sa taille. Elle a des bras immenses et de grandes jambes. On est en train de lui changer son tir (...) Mon but c'est qu'elle retrouve l'équipe de France l'année prochaine. » Précisant qu'elle n'a aucun conflit avec Diandra Tchatchouang, Valériane Ayayi justifie avoir rejoint Montpellier : « J’ai encore pas mal de travail à faire et c’est pour ça que j’ai voulu tester l’Euroligue cette année afin de me confronter aux meilleures joueuses européennes et améliorer mon niveau. »
Le 5 juin 2015, elle est la dernière joueuse à quitter la sélection bleue devant disputer l'Euro 2015 : « Valériane Ayayi va quitter le groupe France. La décision a été difficile à prendre. C’est une jeune joueuse en devenir et je tiens à saluer son investissement et son attitude exemplaire durant toute la préparation » explique Valérie Garnier. Elle est appelée fin juillet par les Stars de San Antonio pour disputer la seconde partie de la saison WNBA 2015 dans une formation en difficulté. Lors de son premier match, elle inscrit 10 points (4 tirs réussis sur 5 dont 2 sur 2 à 3 points), 3 rebonds, 2 passes décisives et 1 interception en 11 minutes de jeu pour contribuer à la victoire 102 à 85 face au Dream d'Atlanta.
En 2015-2016, Montpellier remporte la Coupe de France et le championnat de France face à Bourges. Après une saison LFB à 12,2 points, 5,2 rebonds et 2,4 passes décisives, l'internationale rejoint l'équipe de Villeneuve-d'Ascq qualifiée pour l'Euroligue, où elle retrouvera son ancienne coéquipière dans les Landes Olivia Époupa.
En 2017, elle remporte avec Villeneuve-d'Ascq  son deuxième titre de championne de France face à Lattes Montpellier avec des statistiques personnelles de 10,3 points, 5,3 rebonds et 3 passes décisives. Pour la saison suivante, elle rejoint Bourges où en mars elle est sur le point de réussir sa meilleure saison avec 12,7 points à 54 % de réussite aux tirs, 4,5 rebonds et 2,8 passes décisives pour 14,3 d'évaluation en 26 minutes. Elle remporte une nouvelle fois la Coupe de France, dont elle est désignée meilleure joueuse de la finale avec 18 points, 6 rebonds et 4 passes décisives.
En mars 2018, elle annonce qu'elle disputera la saison WNBA 2018, sa seconde dans la ligue américaine, avec les Aces de Las Vegas, mais elle n'est pas conservée au terme de la pré-saison. En juin, elle signe un contrat avec le club tchèque d'Euroligue de l'USK Prague avec lequel elle remporte un nouveau titre national en 2019 et une troisième place en EuroLigue, avec une défaite en demi-finale 67 à 84 face au Dynamo Koursk .
En avril 2020, au terme d'une seconde saison pragoise écourtée par l'épidémie de Covid-19, elle s'engage pour son ancien club de Basket Landes.
Elle fait partie de l'équipe de France médaillée de bronze aux Jeux olympiques de Tokyo durant l'été 2021. Après les Jeux, elle révèle avoir terminé la compétition enceinte de 3 mois et demi. Informée de sa situation à l'approche de la phase finale du championnat de France, elle dispute le championnat d'Europe : « La grossesse n'est pas une maladie. Elle n'empêche pas de pratiquer son sport. J'ai disputé trois grosses compétitions. Et je vais bien ».
En janvier 2022, elle donne naissance à une petite fille, Alani. Deux mois et demi seulement après son accouchement, elle reprend la compétition avec Basket Landes le 16 avril et termine la saison en remportant la coupe de France.
Elle retourne ensuite à l’USK Prague dans le championnat tchèque, qu’elle remporte deux nouvelles fois.
Lors des Jeux olympiques de Paris 2024 disputés à domicile, Valériane Ayayi prend une part importante dans le succès de l’équipe de France, avec laquelle elle décroche avec la médaille d’argent, battue en finale par l’équipe américaine de justesse (66–67). L’ailière est distinguée dans le deuxième cinq de la compétition, avec 9,7 points et 3,3 rebonds de moyenne, figurant son important impact des deux côtés du terrain, notamment lors de la phase finale.
Sarah Michel-Boury ayant pris sa retraite sportive, Valériane Ayayi devient en novembre la nouvelle capitaine de l’équipe de France.
Pour sa cinquième saison avec Prague, elle remporte l'Euroligue 2025, contribuant au titre avec 14 points, 3 rebonds et 4 passes décisives dans une victoire 66 à 53 sur Mersin.

## Clubs
| Saisons   | Équipe                     | Pays       |
| 2003-2006 | CMO Bassens                | France     |
| 2006-2008 | US Le Bouscat              | France     |
| 2008-2009 | Basket Landes              | France     |
| 2009-2012 | Centre fédéral             | France     |
| 2012-2014 | Basket Landes              | France     |
| 2014-2016 | Basket Lattes-Montpellier  | France     |
| 2015      | Stars de San Antonio       | États-Unis |
| 2016-2017 | ES Villeneuve-d'Ascq-Lille | France     |
| 2017-2018 | Tango Bourges              | France     |
| 2018-2020 | USK Prague                 | Tchéquie   |
| 2020-2022 | Basket Landes              | France     |
| 2022-     | USK Prague                 | Tchéquie   |

## Palmarès

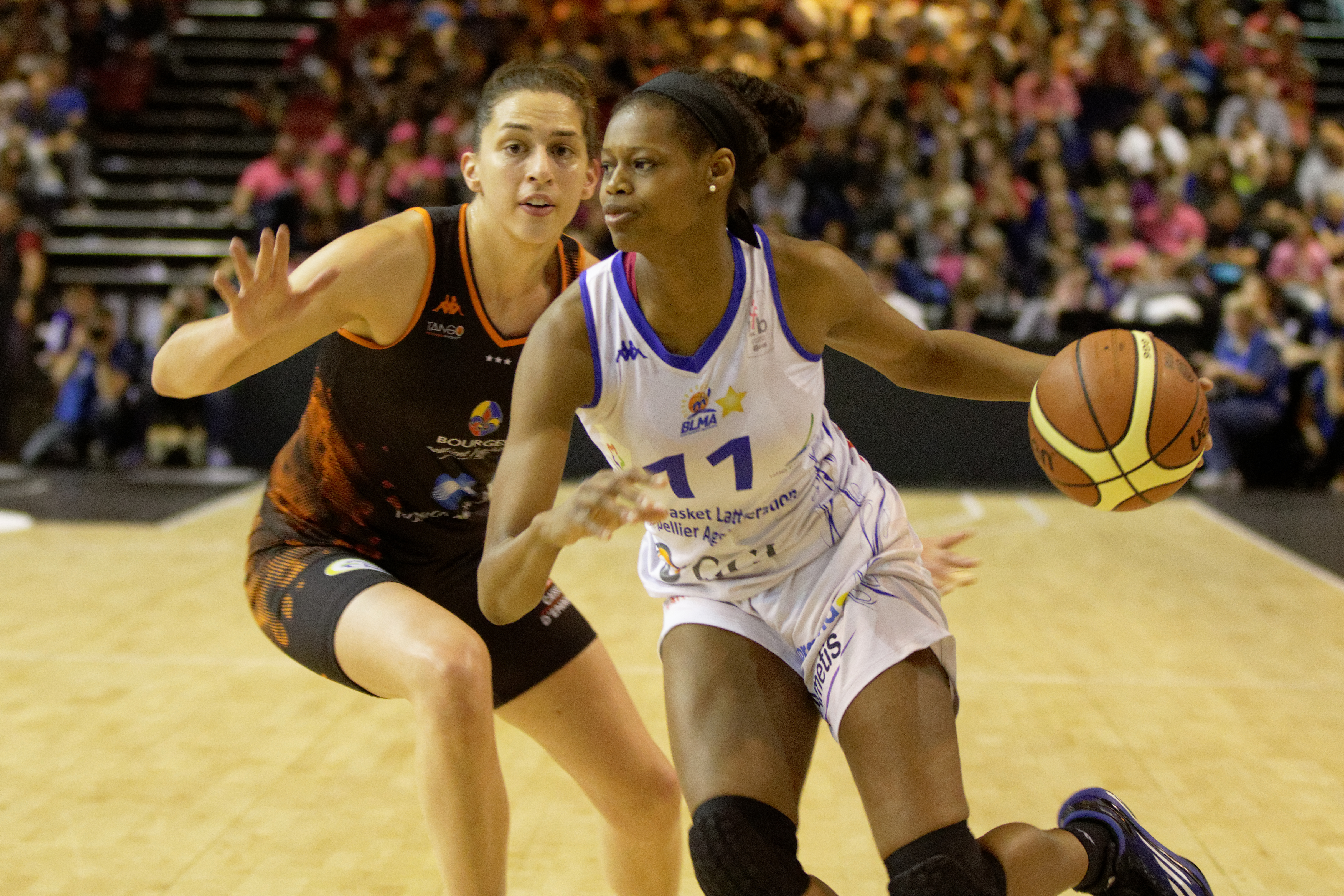
En finale de la Coupe de France 2015 (balle en main).

### Sélection nationale

#### Seniors
- Médaille d’argent aux Jeux olympiques d’été de 2024 à Paris
- Médaille de bronze aux Jeux olympiques d'été de 2020 à Tokyo[35]
- Médaille d'argent au championnat d'Europe 2013 en France
- Médaille d'argent au championnat d'Europe 2017[36]en République tchèque
- Médaille d'argent au championnat d'Europe 2019 à Belgrade (Serbie)[37]
- Médaille d'argent au championnat d'Europe 2021 en France et en Espagne
- Médaille de bronze au Championnat d’Europe 2023[38]

#### Jeunes
- 3e au Championnat d'Europe 2010 des 16 ans et moins [39]
- Médaillée d'argent au Championnat du monde de basket-ball féminin des moins de 19 ans 2013[10]
- 1re au Championnat d'Europe 2012 des 18 ans et moins[39]

### En club
- Coupe de France : 2015[40], 2016[24], 2018[41] et 2022[42]
- Championne de France : 2016[19], 2017[21], 2018[43] et 2021[44].
- Championne de Tchéquie : 2019[27], 2020, 2023[45], 2024, 2025[46].
- Euroligue : 2025[34]

## Distinctions personnelles

### En club
- Meilleure joueuse espoir de la LFB : saison 2013-2014
- Cinq Majeur LFB : saisons 2017-2018[47] et 2020-2021[48]
- 3e cinq d’EuroLigue : 2024-25[49]

### En équipe de France
- Choisie dans le second cinq du tournoi féminin des Jeux olympiques d’été de 2024[32]

### Décoration
- Chevalier de l'ordre national du Mérite (décret du 8 septembre 2021)[50]